# Lista de representantes permanentes do Cazaquistão nas Nações Unidas
Esta é uma lista de representantes permanentes do Cazaquistão, ou outros chefes de missão, junto da Organização das Nações Unidas em Nova Iorque.
O Cazaquistão foi admitido como membro das Nações Unidas a 2 de março de 1992.
| Início | Término | Representante permanente (Chefe de missão) | Cargo                    | Credenciais |
| ------ | ------- | ------------------------------------------ | ------------------------ | ----------- |
| 1992   | 1999    | Akmaral Arystanbekova                      | Representante permanente |             |
| 1999   | 2003    | Madina Jarbussynova                        | Representante permanente | 1999-12-22  |
| 2003   | 2007    | Yerzhan Kazykhanov                         | Representante permanente | 2003-06-12  |
| 2007   | 2013    | Byrganym Aitimova                          | Representante permanente | 2007-03-16  |
| 2013   | atual   | Kairat Abdrakhmanov                        | Representante permanente | 2014-01-09  |